# Спурий Рутилий Красс
Спу́рий Рути́лий Красс (лат. Spurius Rutilius Crassus; умер после 417 года до н. э.) — римский политический деятель. О нём известно только одно: в 417 году до н. э. Спурий Рутилий входил в состав коллегии из четырёх военных трибунов с консульской властью. Согласно Титу Ливию, при этих магистратах войны не велись.
Диодор Сицилийский вместо Спурия Рутилия Красса называет Спурия Ветурия Красса. Антиковед Фридрих Мюнцер полагает, что Сурий Рутилий Красс мог быть выдуман римскими историками.